# Jenny Schulz
Pour les articles homonymes, voir Schulz.
Jenny Schulz née le 6 août 1991 à Francfort-sur-l'Oder en Allemagne est une duathlète et triathlète allemande, championne d'Europe de duathlon longue distance en 2014.

## Palmarès
Les tableaux présentent les résultats les plus significatifs (podium) obtenus sur le circuit international  de duathlon et de triathlon depuis 2010,.
| Année | Compétition                                       | Pays      | Position           | Temps           |
| ----- | ------------------------------------------------- | --------- | ------------------ | --------------- |
| 2014  | Championnats d'Europe de duathlon longue distance | Pays-Bas  | Médaille d'or      | 3 h 3 min 53 s  |
| 2013  | Championnats d'Europe de duathlon longue distance | Pays-Bas  | Médaille de bronze | 3 h 0 min 58 s  |
| 2013  | Championnats du monde de duathlon                 | Colombie  | Médaille de bronze | 2 h 1 min 4 s   |
| 2012  | Championnats du monde de duathlon par équipes     | France    | Médaille de bronze | 1 h 28 min 42 s |
| 2011  | Championnats du monde de duathlon                 | Espagne   | Médaille d'argent  | 2 h 2 min 47 s  |
| 2011  | Championnats d'Allemagne de duathlon              | Allemagne | Médaille d'or      | Timing          |
| 2011  | Championnats d'Allemagne de duathlon cross        | Allemagne | Médaille d'or      | Timing          |
| 2010  | Championnats d'Allemagne de duathlon              | Allemagne | Médaille d'or      | Timing          |
| 2010  | Championnats d'Allemagne de duathlon cross        | Allemagne | Médaille d'or      | Timing          |

| Année | Compétition             | Pays      | Position           | Temps           |
| ----- | ----------------------- | --------- | ------------------ | --------------- |
| 2019  | Ironman Italie          | Italie    | Médaille d'argent  | 8 h 56 min 39 s |
| 2018  | Ironman 70.3 Lanzarote  | Espagne   | Médaille d'argent  | 4 h 30 min 41 s |
| 2017  | Triathlon de Portocolom | Espagne   | Médaille d'argent  | 4 h 9 min 22 s  |
| 2016  | Linz-Triathlon          | Autriche  | Médaille d'argent  | 4 h 51 min 37 s |
| 2013  | Challenge Kraichgau     | Allemagne | Médaille de bronze | Timing          |
| 2013  | Triathlon de Gérardmer  | France    | Médaille de bronze | Timing          |